# Greenville, South Carolina
Greenville är en stad och administrativ huvudort i Greenville County i delstaten South Carolina, USA med 56 002 invånare (2006). Greenville är administrativ huvudort (county seat) i Greenville County.

## Kända personer födda i Greenville
- Peabo Bryson, sångare
- Jim DeMint, senator
- Jesse Jackson, pastor, politiker och människorättsaktivist
- Jesse Jackson Jr., kongressledamot
- William Timmons, kongressledamot
- Josh White, musiker